# ليسوريتون (نيوجيرسي)
ليسوريتون (بالإنجليزية: Leisuretowne CDP, New Jersey)‏ هي منطقة سكنية تقع بولاية نيوجيرسي في الولايات المتحدة. تبلغ مساحتها 5.291 كم2، وترتفع عن سطح البحر 14 م، بلغ عدد سكانها 3,582 نسمة في عام 2010 حسب إحصاء مكتب تعداد الولايات المتحدة وتصل الكثافة السكانية فيها 677 نسمة لكل كيلومتر مربع (1,753.4/ميل2).

## التركيبة السكانية
حدّد مكتب تعداد الولايات المتحدة بيانات التركيبة السكانية لليسوريتون في تعداد الولايات المتحدة. في ما يلي، التركيبة السكانية حسب تعدادي 2000 و2010.

### تعداد عام 2000
بلغ عدد سكان ليسوريتون 2,535 نسمة بحسب تعداد عام 2000، وبلغ عدد الأسر 1,628 أسرة وعدد العائلات 818 عائلة مقيمة في المنطقة السكنية. في حين سجلت الكثافة السكانية 479.1 نسمة لكل كيلومتر مربع (1,240.9/ميل2). وبلغ عدد الوحدات السكنية 1,709 وحدة بمتوسط كثافة قدره 323 لكل كيلومتر مربع (836.6/ميل2).
وتوزع التركيب العرقي للمنطقة السكنية بنسبة 98.46% من البيض و1.07% من الأمريكيين الأفارقة و0.08% من الأمريكيين الأصليين و0.12% من الأمريكيين ذوي الأصول الآسيوية و0.28% من عرقين مختلطين أو أكثر و0.75% من الهسبانيون أو اللاتينيون من أي عرق.
بلغ عدد الأسر 1,628 أسرة كانت نسبة 0.2% منها لديها أطفال تحت سن الثامنة عشر تعيش معهم، وبلغت نسبة الأزواج القاطنين مع بعضهم البعض 45.8% من أصل المجموع الكلي للأسر، ونسبة 3.5% من الأسر كان لديها معيلات من الإناث دون وجود شريك، بينما كانت نسبة 1% من الأسر لديها معيلون من الذكور دون وجود شريكة وكانت نسبة 49.8% من غير العائلات. تألفت نسبة 47.6% من أصل جميع الأسر من عدة أفراد يعيشون في نفس المنزل ونسبة 42.4% كانت تتألف من شخص يعيش بمفرده يبلغ من العمر 65 عاماً أو أكثر. وبلغ متوسط حجم الأسرة المعيشية 1.56، أما متوسط حجم العائلات فبلغ 2.07.
بلغ العمر الوسطي للسكان 74.2 عاماً. وكانت نسبة 0.2% من القاطنين تحت سن الثامنة عشر، وكانت نسبة 0.4% بين الثامنة عشر والرابعة والعشرين عاماً، ونسبة 1.9% كانت واقعةً في الفئة العمرية ما بين الخامسة والعشرين والرابعة والأربعين عاماً، ونسبة 17.9% كانت ما بين الخامسة والأربعين والرابعة والستين، ونسبة 79.6% كانت ضمن فئة الخامسة والستين عاماً فما فوق. يوجد لكل 100 أنثى 67.0 ذكر، ويوجد لكل 100 أنثى في الثامنة عشر من عمرها فما فوق 67.0 ذكر.
بلغ متوسط دخل الأسرة في المنطقة السكنية 30,020 دولارًا، أما متوسط دخل العائلة فبلغ 36,526 دولارًا. وكان متوسط دخل الذكور 42,143 دولارًا مقابل 32,969 دولارًا للإناث. وسجل دخل الفرد الخاص بالمنطقة السكنية 27,581 دولارًا. وكانت نسبة 0% من العائلات ونسبة 2.5% من السكان تحت خط الفقر،

### تعداد عام 2010
بلغ عدد سكان ليسوريتون 3,582 نسمة بحسب تعداد عام 2010، وبلغ عدد الأسر 2,204 أسرة وعدد العائلات 1,078 عائلة مقيمة في المنطقة السكنية. في حين سجلت الكثافة السكانية 677 نسمة لكل كيلومتر مربع (1,753.4/ميل2). وبلغ عدد الوحدات السكنية 2,351 وحدة بمتوسط كثافة قدره 444.3 لكل كيلومتر مربع (1,150.7/ميل2).
وتوزع التركيب العرقي للمنطقة السكنية بنسبة 96.12% من البيض و2.60% من الأمريكيين الأفارقة و0.08% من الأمريكيين الأصليين و0.70% من الأمريكيين ذوي الأصول الآسيوية و0.08% من الأعراق الأخرى و0.42% من عرقين مختلطين أو أكثر و0.98% من الهسبانيون أو اللاتينيون من أي عرق.
بلغ عدد الأسر 2,204 أسرة كانت نسبة 2.8% منها لديها أطفال تحت سن الثامنة عشر تعيش معهم، وبلغت نسبة الأزواج القاطنين مع بعضهم البعض 41.6% من أصل المجموع الكلي للأسر، ونسبة 5.3% من الأسر كان لديها معيلات من الإناث دون وجود شريك، بينما كانت نسبة 2.1% من الأسر لديها معيلون من الذكور دون وجود شريكة وكانت نسبة 51.1% من غير العائلات. تألفت نسبة 48.5% من أصل جميع الأسر من عدة أفراد يعيشون في نفس المنزل ونسبة 40.5% كانت تتألف من شخص يعيش بمفرده يبلغ من العمر 65 عاماً أو أكثر. وبلغ متوسط حجم الأسرة المعيشية 1.63، أما متوسط حجم العائلات فبلغ 2.21.
بلغ العمر الوسطي للسكان 71.1 عاماً. وكانت نسبة 2.9% من القاطنين تحت سن الثامنة عشر، وكانت نسبة 1.9% بين الثامنة عشر والرابعة والعشرين عاماً، ونسبة 4.7% كانت واقعةً في الفئة العمرية ما بين الخامسة والعشرين والرابعة والأربعين عاماً، ونسبة 23.9% كانت ما بين الخامسة والأربعين والرابعة والستين، ونسبة 66.6% كانت ضمن فئة الخامسة والستين عاماً فما فوق. وتوزع التركيب الجنسي للسكان بنسبة 41.5% ذكور و58.5% إناث.